# Xã Prairie, Quận Newton, Arkansas
Xã Prairie (tiếng Anh: Prairie Township) là một xã thuộc quận Newton, tiểu bang Arkansas, Hoa Kỳ. Năm 2010, dân số của xã này là 252 người.